# Defense Grid: The Awakening
Defense Grid: The Awakening — компьютерная игра в жанре Tower Defense, разработанная и выпущенная студией Hidden Path Entertainment. Игра вышла 8 декабря 2008 года на Microsoft Windows и 2 сентября 2009 года на Xbox 360. 7 июля 2010 года студия Virtual Programming портировала игру на macOS.
Игровой процесс состоит в защите военной базы от волн атакующих пришельцев с помощью разнообразных башен. Новые уровни выпускались в качестве DLC в течение двух лет после выхода игры. Игра получила положительные отзывы критиков, рецензенты отмечали высокое по меркам бюджетного проекта качество игры.

## Игровой процесс
Задача игрока — защищать от нападающих инопланетян энергетические ядра, как правило хранящиеся на электростанциях внутри базы игрока. Для этого игроку предоставляется десять видов башен, которые тот может размещать на специальных платформах. Башни не могут быть разрушены противником. У каждого типа башни есть свои особенности, а потому разные башни оптимально размешать на разных платформах. Так, башни могут стрелять прямо или по баллистической траектории; наносить урон по области или периодической урон; иметь разные минимальный и максимальный радиусы стрельбы. Башни можно улучшать до двух раз; в зависимости от типа башни, это увеличит их урон, скорострельность или дальность стрельбы.
Насекомовидные противники наступают волнами, перемещаясь по специальным маршрутам, ведущим к различным строениям на базе игрока. Уничтожение противников награждается ресурсами, необходимыми для строительства и улучшения башен. Также ресурсы можно получить, продав имеющуюся башню. Накопление ресурсов приносит дополнительный доход, причём чем больше ресурсов у игрока в наличии, тем больший процент он будет получать. Во второй половине игры в распоряжение игрока попадает орбитальный лазер, способный за один выстрел уничтожить всех пришельцев в зоне действия, однако его использование не приносит игроку ресурсы за уничтоженных врагов.
В игре 15 видов противников, каждый из которых обладает уникальными способностями и тактиками. Так, некоторые инопланетяне защищены щитами, которые необходимо уничтожить для того, чтобы начать наносить урон очкам здоровья. Пришельцы всегда выбирают кратчайший маршрут к цели; некоторые виды могут летать, для защиты от них необходимы башни, стреляющие по воздуху. Каждый юнит противника может захватить от одного до трёх энергетических ядер. Если пришелец был убит во время переноски энергоядра, ядро начнёт медленно лететь обратно к электростанции. Если новый пришелец доберётся до такого ядра, он подберёт его и снова понесёт его к выходу, не теряя время на то, чтобы достичь электростанции. Бегущая строка наверху экрана уведомляет игрока о составе приближающейся волны. Потеря всех энергоядер приводит к поражению игрока, а для победы необходимо отбить все волны атаки.
Игрок может настраивать скорость игрового процесса, приближать или отдалять камеру, смотреть на визуально представленные радиусы башен и маршруты вражеских волн, а также откатывать состояние игры к последней контрольной точке. После прохождения уровня игрок получает доступ к набору испытаний на той же карте; кроме того, он награждается медалями в зависимости от того, насколько успешным было прохождение уровня.

## Сюжет
События Defense Grid разворачиваются в далёком будущем. Протагонист игры — Флетчер, компьютер с человеческими чертами, желающий защитить родную планету от вторжения инопланетян. Пока Флетчер восстанавливает отключенную защитную систему планеты, пришельцы пытаются захватить энергетические ядра, нужные для питания системы.

## Разработка
Разработка игры началась в конце 2007 года, рабочим названием проекта было Last Stand (с англ. — «последний рубеж»). Разработчики стремились создать качественную игру жанра Tower Defense в трёхмерном окружении. Изначально разработчики планировали взять за сеттинг разорённый войной город, однако со временем они решили переключиться на что-то более оригинальное.
Разработку игры возглавлял Марк Террано, ведущий дизайнер Age of Empires II: The Age of Kings. Техническим директором и ведущим дизайнером выступил Майкл Остин. Лекс Стори поучаствовал в проектировании 30 видов башен, представленных в игре. Игра рзаработана на движке Gamebryo и использует Scaleform GFx для отрисовки пользовательского интерфейса.
20 февраля 2008 года Defense Grid: Awakening попала в короткий список игр, представленных Microsoft в рамках своей речи на Game Developers Conference. Игра вышла 8 декабря 2008 года для Microsoft Windows и 2 сентября 2009 года для Xbox 360 (через Xbox Live Arcade). 7 июля 2010 года студия Virtual Programming портировала игру на macOS.

### Загружаемый контент
Первым набором дополнительных уровней, выпущенных в качестве DLC, стал Defense Grid: Borderlands.
29 мая 2010 года Hidden Path Entertainment анонсировали Defense Grid: Resurgence. Дополнение из 8 новых уровней выпускалось частями, по две карты в неделю, в течение июня 2010 года. На каждом уровне был доступен режим кампании и 4 испытания.
В декабре 2011 года было выпущено дополение Defense Grid: You Monster, добавившее в игру GLaDOS из Portal. В дополнение вошла новая кампания из 8 уровней и 35 испытаний. Перед выпуском дополнения Hidden Path обновили основную игру, обновив пользощвательский интерфейс, режимы игры и испытания.
В декабре 2012 года Hidden Path выпустила набор из четырёх бесплатных уровней, названный Community Levels DLC. В набор вошли уровни, присланные игроками, ранее поддержавшим игру на Kickstarter и получившим редактор карт в качестве награды. Изначально дополнение вышло эксклюзивно для участников кампании на Kickstarter, одновременно с бета-версией дополнения Defense Grid: Containment, однако в дальнейшем доступ был открыт всем желающим, при условии подписки на новостную рассылку Hidden Path.
В январе 2013 года вышло дополнение Defense Grid: Containment, включавшее 8 карт и сюжетно связывавшее Defense Grid: Awakening с будущим сиквелом, Defense Grid 2.

## Критика
| Сводный рейтинг    | Сводный рейтинг             |
| Агрегатор          | Оценка                      |
| ------------------ | --------------------------- |
| GameRankings       | 83,25 % (ПК) 84,45 % (X360) |
| Metacritic         | PC: 81/100 X360: 82/100     |
| Иноязычные издания |                             |
| Издание            | Оценка                      |
| Destructoid        | 7/10                        |
| GamePro            | 4,5/5                       |
| IGN                | 8,9/10                      |
| PC Gamer (US)      | 90 %                        |
| PC Advisor         | 4,5/5                       |
| GameFocus          | 9/10                        |
| GameShark          | B+                          |
| Thunderbolt Games  | 8/10                        |
| Награды            |                             |
| Издание            | Награда                     |
| PC Gamer           | Editor's Choice badge       |

Игра получила положительные отзывы критиков.
Издание PC Gamer присудило Defense Grid оценку 90% и значок «выбор редакции», заявив: «Defense Grid — настолько чарующий и захватывающий опыт, что фанатам tower defense её пропускать точно нельзя. И даже если вы не фанат, то эта игра вам может приглянуться». Шон Эли из GamePro поставил игре 4,5 звезды из пяти, написав: «Defense Grid: The Awakening — яркий пример этого внезапного преображения, когда берётся заезженный, всем известный жанр и превращается в шедевр для вашего компьютера». Джейсон Окампо из IGN оценил игру в 8 из 10, пояснив: «это затягивающий тайм-киллер, в котором даже после того, как вы сотрёте последнего пришельца, вам захочется ещё». Митчелл Дайер в рецензии для GameShark описал игру как «добротную, полноценную стратегическую игру». В рецензии Thunderbolt Games игра описывалась как «чарующая небольшая tower defense с неплохим сюжетом и непростым геймплеем». Константин Закаблуковский из «Лучших компьютерных игр» оценил игру в 84 %, назвав её «одной из лучших представителей жанра, с выверенным балансом и разнообразными картами».
В рецензии Destructoid критиковался тот факт, что в игре всего 20 уровней. Многие критики отмечали, что игра была бы намного лучше, будь в ней встроенный редактор уровней. Шон Эли из GamePro отметил, что некоторым игрокам Defense Grid может показаться несколько монотонной. Некоторые рецензенты посчитали, что игре не хватает многопользовательского режима, а другие отмечали, что навигация по меню не всегда удобна.
16 декабря 2009 года Gamasutra включила Defense Grid в список 5 лучших загружаемых консольных игр 2009 года. К концу 2011 года игра продалась тиражом около 116 000 копий на Xbox 360. Летом 2018 года, благодаря уязвимости в защите Steam Web API, стало известно, что точное количество пользователей сервиса Steam, которые играли в игру хотя бы один раз, составляет 558 114 человек.

## Сиквел
В июле 2012 года Hidden Path Entertainment начала новый проект на Kickstarter с целью собрать средства на создание сиквела. В августе 2012 года проект завершился неудачно: запрошенная сумма в 1 000 000 долларов США не была достигнута. Собранные средства пошли на разработку дополнения с 8 новыми картами, названного Defense Grid: Containment. Hidden Path продолжила поиски инвесторов для разработки новой игры. 6 марта 2014 года была анонсирована Defense Grid 2; разработкой игры занимались Hidden Path в сотрудничестве с 505 Games и бизнес-ангелом Стивеном Денглером. Игра вышла в сентябре 2014 года на Microsoft Windows, macOS, Linux, Xbox One и PlayStation 4.